# Адам Туомінен
Адам Туомінен (англ. Adam Tuominen; народився 22 січня 1980) — австралійський актор, найбільш відомий своєю роллю Гантера Бредлі, Багряного громового рейнджера у фільмі «Могутні рейнджери: Ніндзя Шторм».

## Раннє життя
Туомінен народився в Аделаїді, Південна Австралія. Він один із трьох дітей Крістін і Лаурі Туомінен. У нього є брат-близнюк Сем і старша сестра Наталі. Туомінен має фінське та литовське походження; його батько народився у Фінляндії. Туомінен відвідував коледж Святого Петра в Аделаїді, де вивчав драматичне мистецтво. Після цього він продовжив вивчати драму та режисуру в драматичному центрі Університету Фліндерса. У віці 21 року він закінчив престижну школу Національного інституту драматичного мистецтва в Сіднеї. Він також вивчав бойові мистецтва.

## Особисте життя
Туомінен одружився зі Стефані Горлін-Сміт у 2018 році в Аделаїді, Південна Австралія.

## Акторська кар'єра
У 2003 році він приєднався до основного складу американського серіалу «Могутні рейнджери: Ніндзя Шторм», де до кінця серіалу грав мисливця Бредлі. Він повторив свою роль Мисливця в гостьовій ролі у двох епізодах серіалу «Могутні рейнджери: Дино Грім» у 2004 році. У 2006 році він з'явився в гостьовій ролі в епізоді серіалу «Дочки Маклеода», де він зіграв Джона Ностьє, а в 2008 році він з'явився на сцені Melborn08 Playspotting в La Mama Courthouse Theatre, де він зіграв три різні ролі — Cup of Sugar, The Trick і Lovely Bits. У 2011 році він з'явився в міні-серіалі Underbelly: Razor, де зіграв злочинця та експерта з вибухівки Френка «Джека-бритви» Гейса.

## Фільмографія

### Телебачення
| 2002 | Завжди зеленіший                 | Аарон/Дрю Севідж         | епізод: «Дзеркальне зображення» |  |
| 2002 | Молоді леви                      | Натан Сміт               | епізод: «Шкільні хулігани»      |  |
| 2003 | Могутні рейнджери: Ніндзя Шторм  | Гантер Бредлі            | 39 серій                        |  |
| 2004 | Могутні рейнджери: Дино Грім     | Гантер Бредлі            | 2 епізоди: «Гроза» Pt. 1 і 2    |  |
| 2006 | Дочки Маклеода                   | Джон Ностьє              | епізод: «Lost & Found»          |  |
| 2011 | Underbelly: Razor                | Френк «Джек-бритва» Гейс | 13 серій, міні-серіал           |  |
| 2017 | Пайн Геп                         | Міні-серіал Netflix      |                                 |  |
| 2022 | Академія гімнастики: Другий шанс | Шейн Фуллер-Джонс        | 4 серії, міні-серіал            |  |

### Фільми
| Рік  | Назва                   | Роль              | Примітки                                                                        |
| ---- | ----------------------- | ----------------- | ------------------------------------------------------------------------------- |
| 2003 | Спокуса                 | Messenger         | з Тобі Шміцем і Еммою Ланг                                                      |
| 2004 | За любов чи гроші       | Виробник          | Короткометражний фільм                                                          |
| 2010 | Мій друг Подушка        | Джеймс            | Короткометражний фільм з Ніною Пірс                                             |
| 2010 | Я гнию                  | Дікон             | Короткометражний фільм з Ніком Баклендом                                        |
| 2011 | Другий шанс             | Шейн Фуллер       | з Ніною Пірс та Емілі Морріс                                                    |
| 2015 | Гуль                    | Shot Gun Thug     | Короткомертражка — з Меттом Бозенбергом, Джеремі Ліндсі Тейлором і Гаєм Спенсом |
| 2016 | Підняття планки         | Піт Джонсон       | Художній фільм                                                                  |
| 2018 | Другий шанс — суперники | Шейн Фуллер-Джонс | Художній фільм                                                                  |
| 2020 | Втеча з Преторії        | Джеремі Кронін    | Художній фільм                                                                  |

### Театр
| Рік  | Назва                                             | Роль                    | Notes                                        |
| ---- | ------------------------------------------------- | ----------------------- | -------------------------------------------- |
| 2000 | Undiscovered Country                              | Пол                     | NIDA                                         |
| 2000 | A Midsummer Night's Dream                         | Деметрій                | NIDA                                         |
| 2001 | Languages of the Gods                             | Тео                     | NIDA                                         |
| 2001 | The Sea                                           | Вед Томпсон             | NIDA                                         |
| 2001 | Ring Round the Moon                               | Джошуа                  | NIDA                                         |
| 2001 | Kiss Me Kate                                      | Греміо                  | NIDA                                         |
| 2003 | Loot                                              | Денніс                  |                                              |
| 2005 | The School for Scandal                            | Charles Surface         | Adelaide Repertory Theatre                   |
| 2006 | I Hate Hamlet                                     | Ендрю Рейлі             | Adelaide Repertory Theatre                   |
| 2007 | Kiss Me Kate                                      | Gunman #1               | East Coast Tour                              |
| 2007 | Two Gentlemen of Verona                           | Протей                  | Mixed Salad Productions                      |
| 2008 | As You Like It                                    | Орландо                 | This Rough Magic Theateatre, Adelaide Fringe |
| 2008 | A Streetcar Named Desire                          | Стенлі Ковальскі        | Adelaide University Theatre Guild            |
| 2009 | Play Spotting                                     | різні                   | Melbourne Fringe Festival                    |
| 2009 | The Glass Menagerie                               | джентльмен              | Adelaide Repertory Theatre                   |
| 2009 | Frankie and Johnny in the Clair de Lune           | Джонні                  | Mixed Salad Productions                      |
| 2010 | Mr. Johnson                                       | Гаррі Рудбек            | Adelaide Independent Theatre                 |
| 2010 | The Woman in Black                                | актор                   | Adelaide Repertory Theatre                   |
| 2010 | Sherlock Holmes and the Hound of the Baskervilles | Джек Степлтон           |                                              |
| 2013 | Corpse                                            | Evelyn & Rupert Farrant | Therry Dramatic Society                      |
| 2014 | Misalliance                                       |                         | Adelaide Repertory Theatre                   |
| 2015 | The Beaux' Stratagem                              | Джек Арчер              |                                              |
| 2015 | Much Ado About Nothing                            | Бенедік                 |                                              |
| 2015 | Einstein and the Polar Bear                       | Білл                    |                                              |
| 2016 | The Umbrella Plays                                |                         | Fringe Festival                              |
| 2016 | Death of a Salesman                               | Біфф Ломан              |                                              |
| 2016 | Extremities                                       | Рауль                   |                                              |
| 2017 | Our Boys                                          | Joe                     |                                              |

### Відеоігри
| Рік  | Назва                     | Роль          | Примітки  |
| ---- | ------------------------- | ------------- | --------- |
| 2003 | Power Rangers Ninja Storm | Гантер Бредлі | Озвучення |

## Нагороди та номінації
| Рік      | Нагорода                     | Категорія                   | Робота            | Результат | Ref.  |
| -------- | ---------------------------- | --------------------------- | ----------------- | --------- | ----- |
| 2008 рік | Премія «Curtain Call Award». | Найкраще чоловіче виконання | Трамвай «Бажання» | Номінація | [ 3 ] |
| 2009     | Вибір критиків Аделаїди      | Найкраще чоловіче виконання | Скляний звіринець | Номінація | [ 3 ] |
| 2010     | Премія «Curtain Call Award». | Найкраще чоловіче виконання | Френкі та Джонні  | Перемога  | [ 3 ] |